# Kriegerdenkmal auf dem Sportplatz Lindenberg (Weimar)
Auf dem Sportplatz Lindenberg bei Weimar befindet sich ein Kriegerdenkmal, das 1921 für die gefallenen Sportsfreunde des Ersten Weltkrieges errichtet wurde.
Der Gedenkstein mit dem Eisernen Kreuz und der Platte mit den Namen der Gefallenen ist von zwei Lebensbäumen eingerahmt. 
Ein weiteres etwa zeitgleich entstandenes Kriegerdenkmal ist das Kriegerdenkmal am Sportplatz Falkenburg.
Die Widmung am Stein auf dem Lindenberg lautet: 
Dem Andenken unserer im Weltkrieg
1914–1918 gefallenen Brüder
Darunter stehen die Namen der Gefallenen.